# Diözesanmuseum Płock

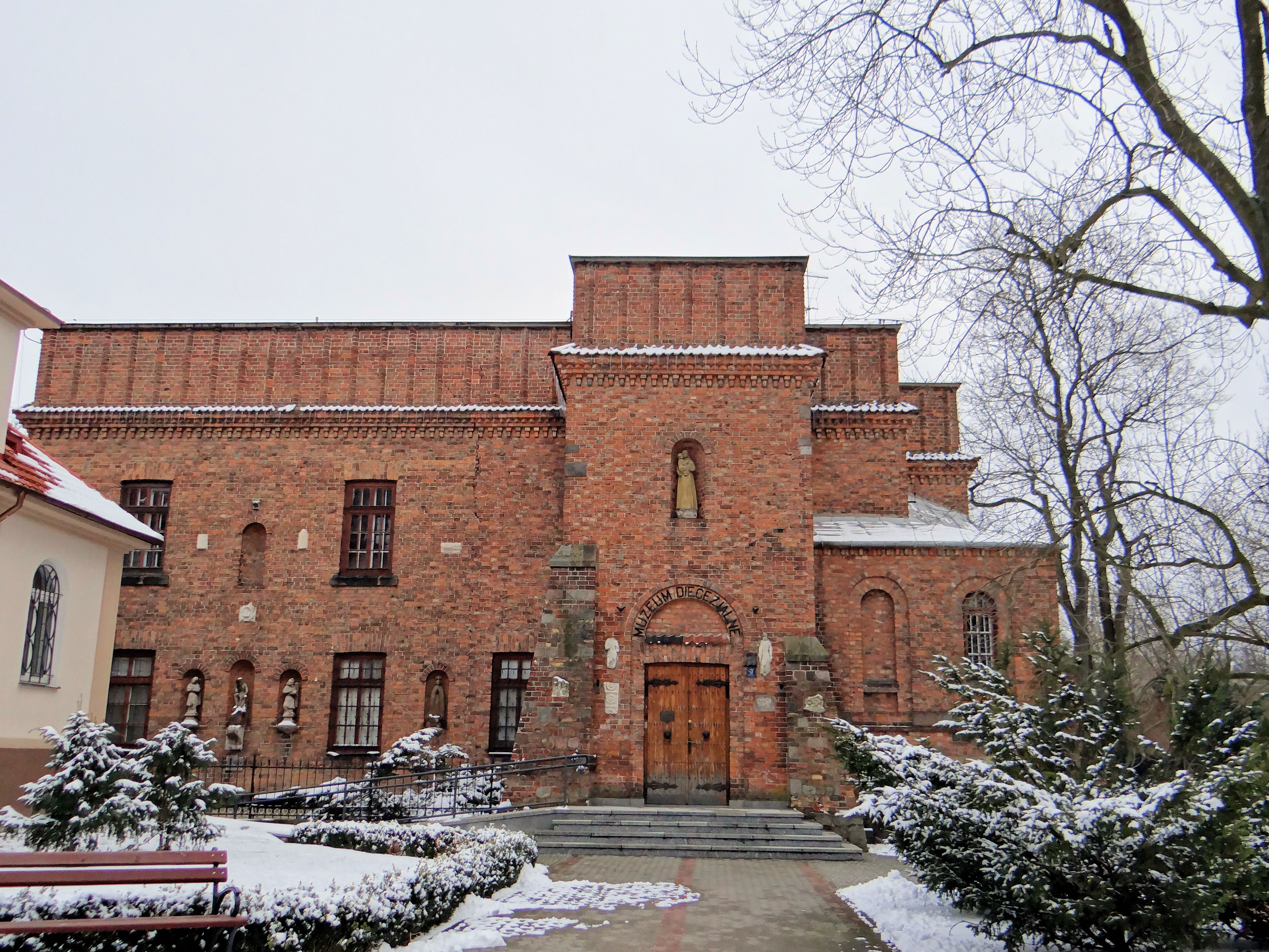
Hauptgebäude

Das Diözesanmuseum Płock ist eine kirchlich-kulturelle Einrichtung im masowischen Płock, Polen. Das 1903 in Preußen gegründete Diözesanmuseum ist eines der bedeutendsten Diözesanmuseen in Polen.

## Geschichte
Die Sammlung wurde dem Museum von der Kathedrale von Płock geschenkt. Ab 1929 wurde das Museum erweitert. 2008 kamen weitere Räumlichkeiten im ehemaligen Benediktinerkloster Płock hinzu. 

## Bestände (Auswahl)
Zu den Ausstellungsstücken gehören die Plozker Bibel, das Pontifikale von Płock, das Reliquiar des Heiligen Sigismund mit dem Płock-Diadem.

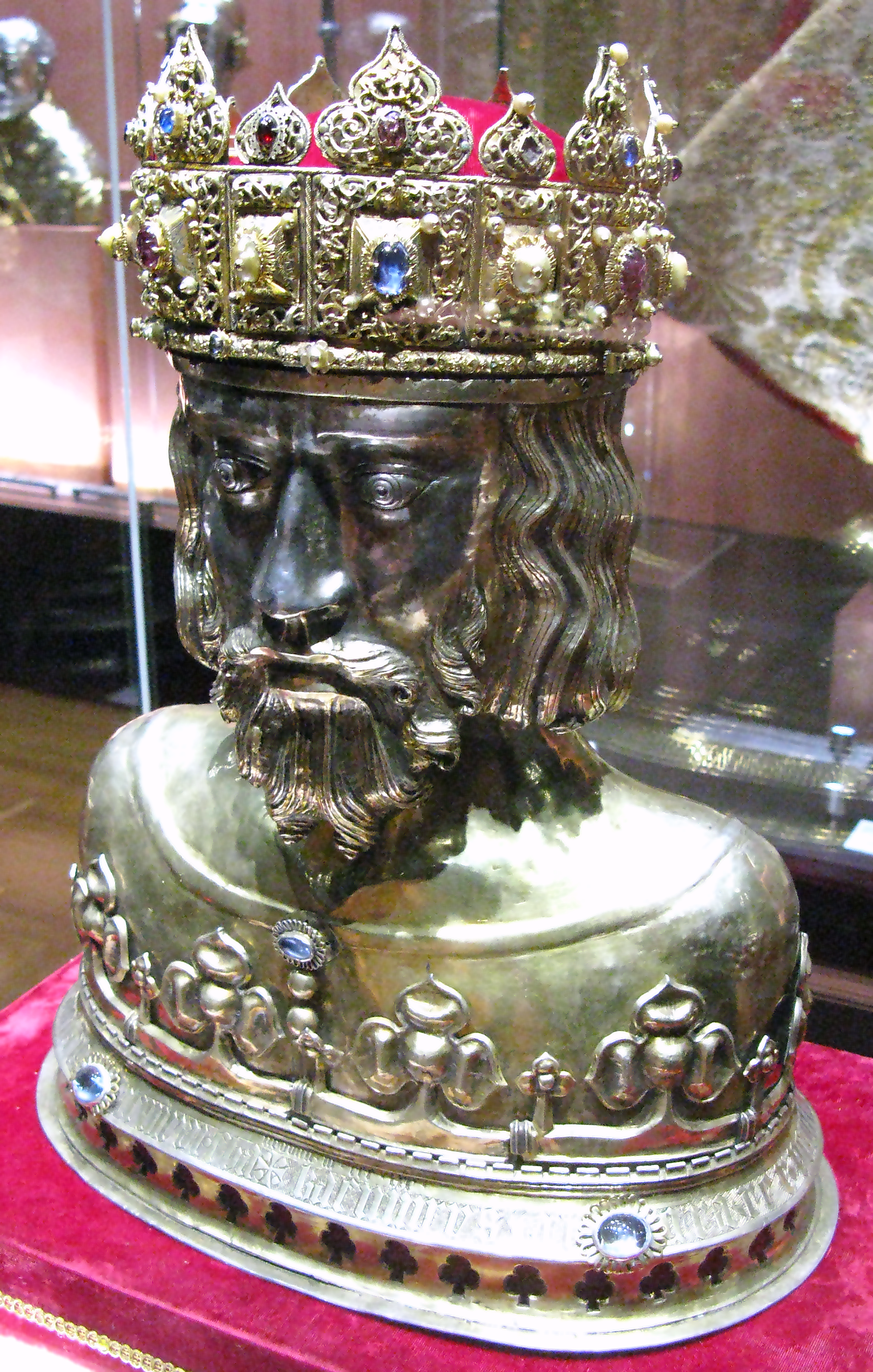
Reliquiar des Heiligen Sigismund
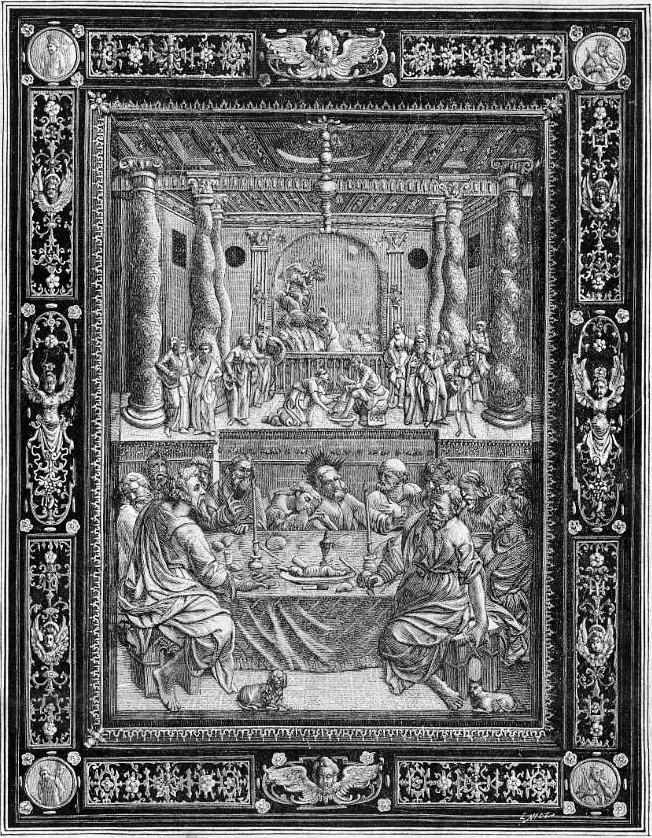
Altar der polnischen Königin Constanze
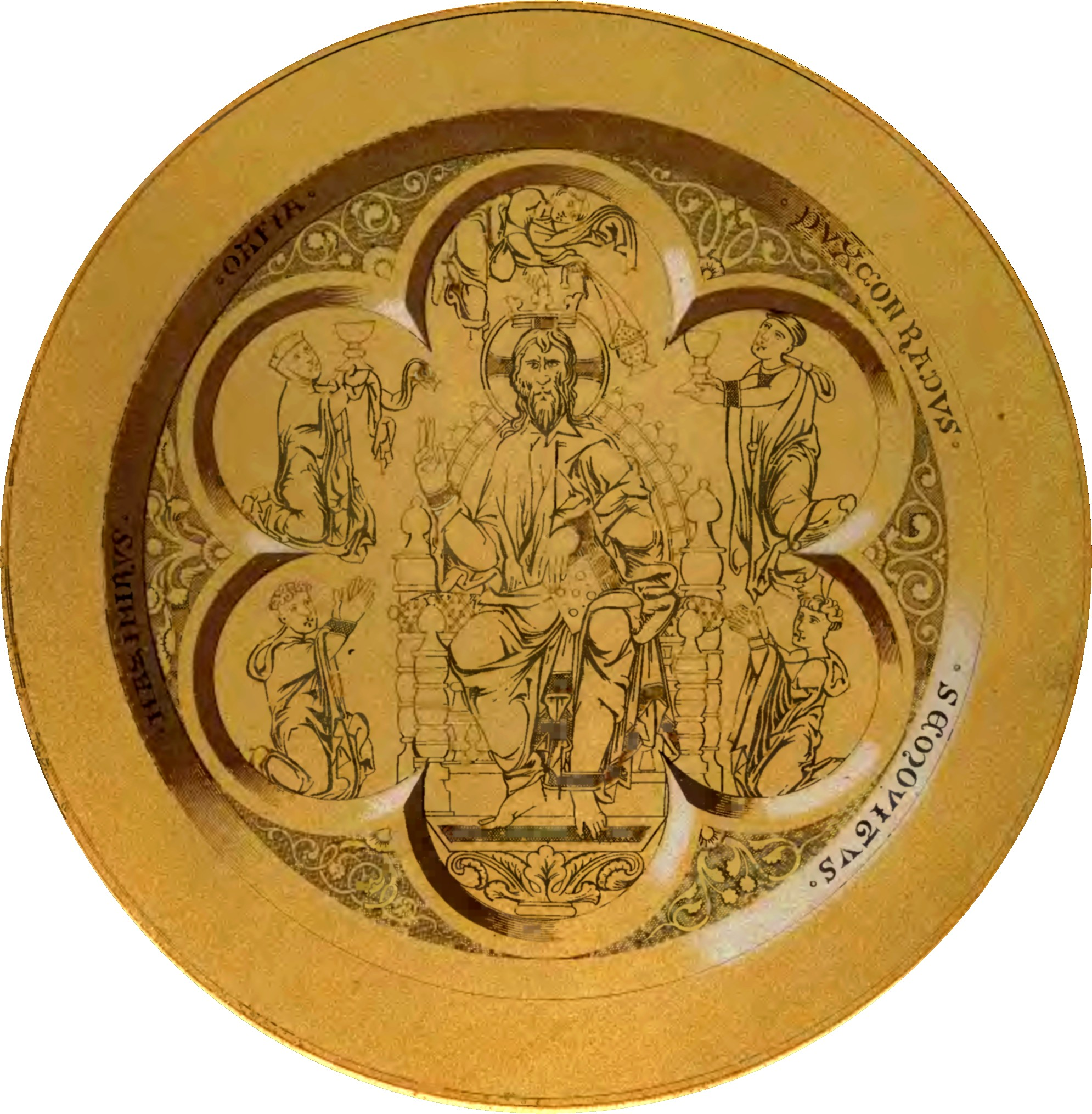
Schale von Konrad von Masowien
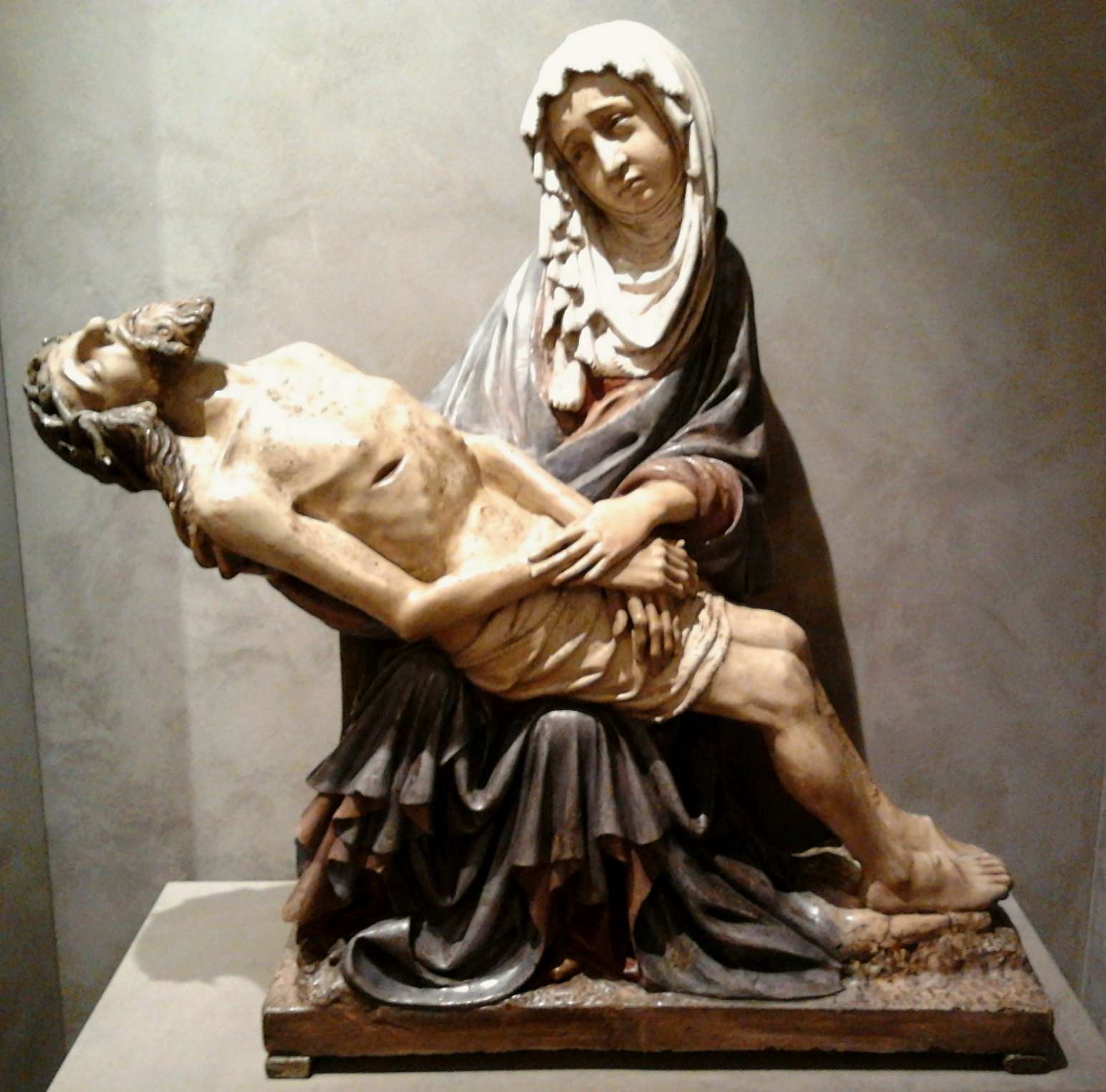
Pietà von Dobrin
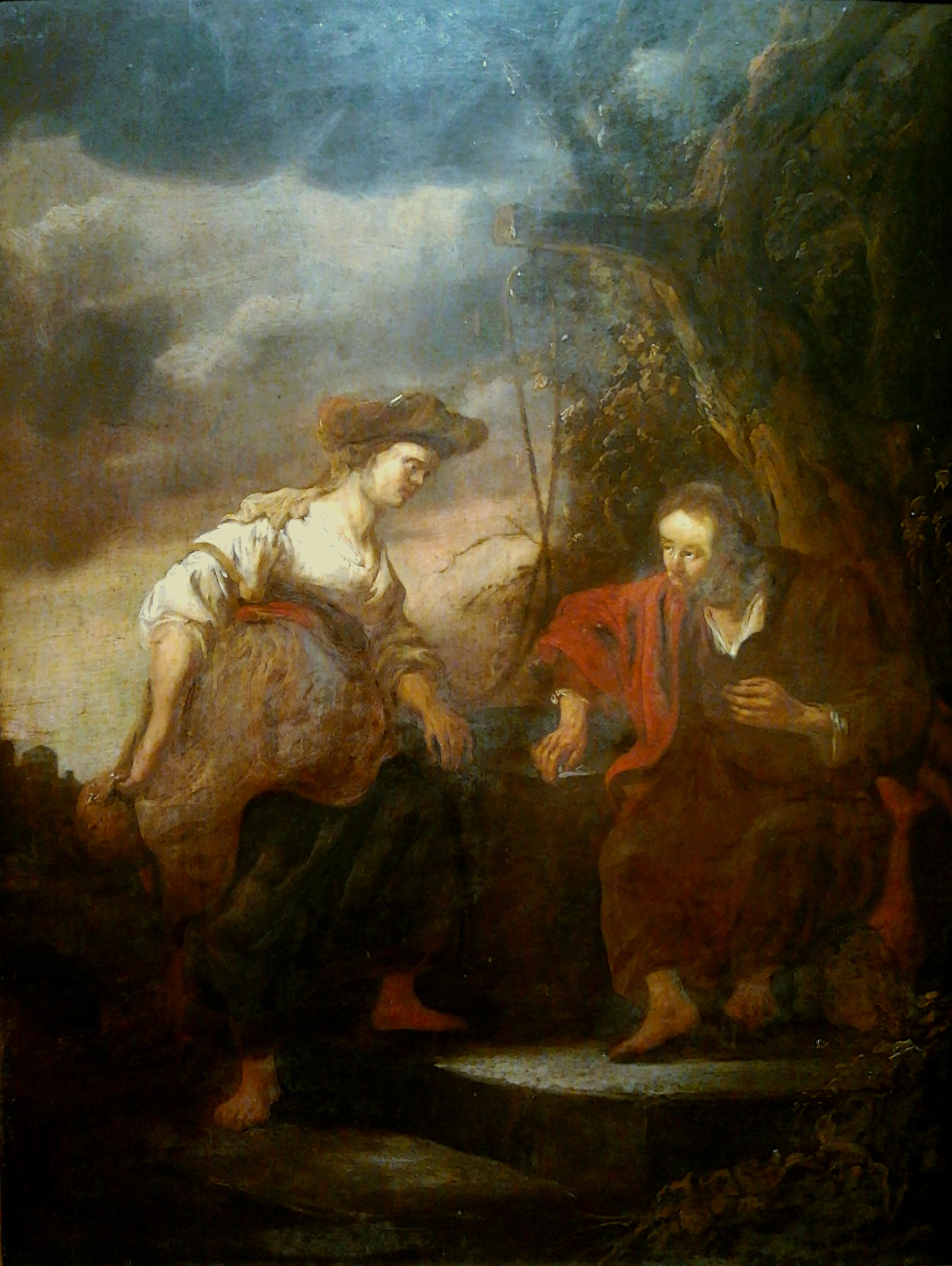
Christus und die Samaterianerin
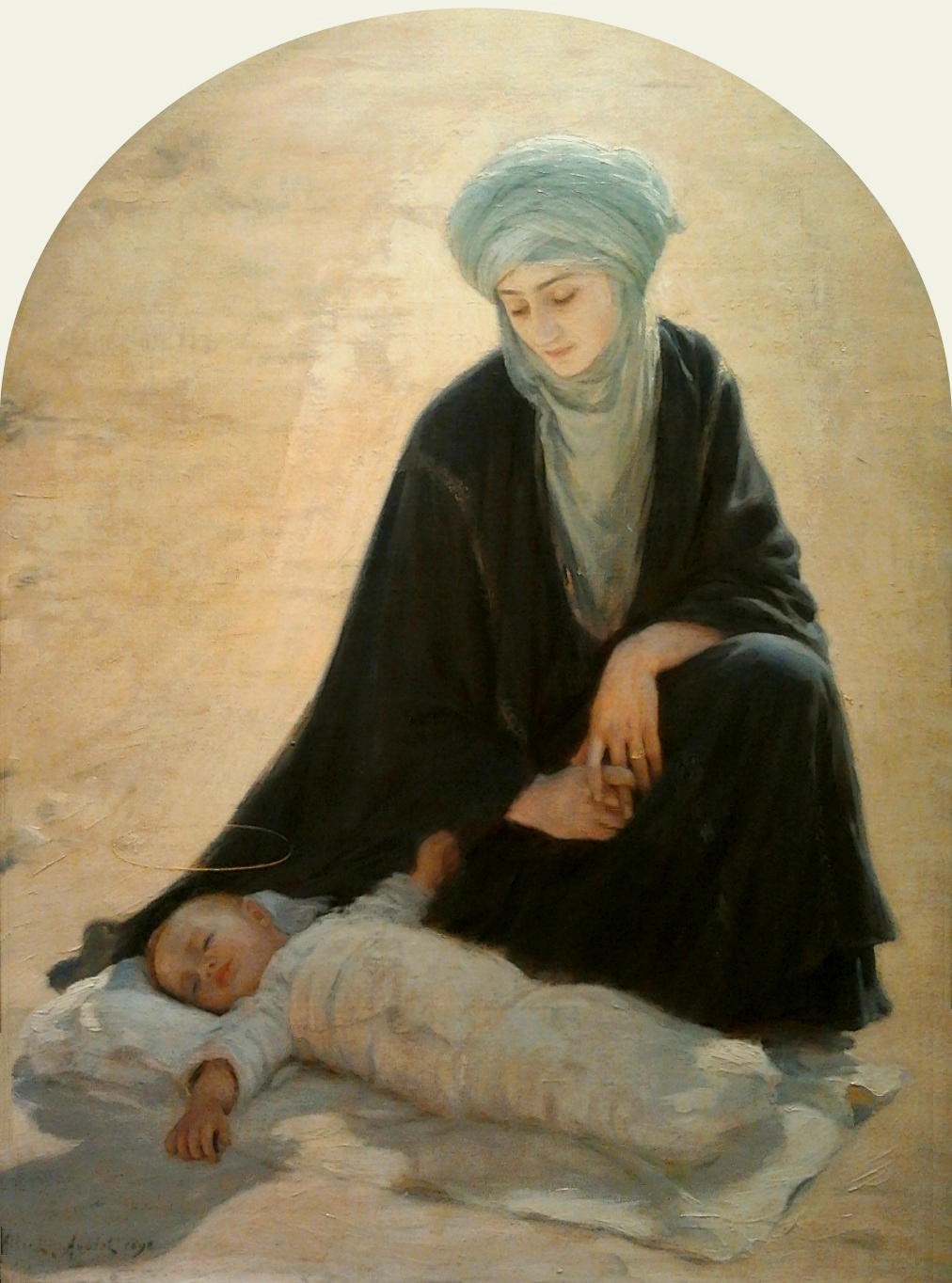
Arabische Madonna